# Lars-Göran Petrov
Lars-Göran Petrov (LG sau LG Petrov; n. 17 februarie 1972, Högalid Parish⁠(d), comitatul Stockholm, Suedia – d. 7 martie 2021) a fost un cântăreț suedez. Acesta a ajuns cunoscut în calitate de solist al formației de death metal Entombed.

## Cariera
Petrov și-a început cariera muzicală în calitate de toboșar al formației de extreme metal Morbid⁠(d), alături de viitorul solist al Mayhem Per Yngve „Dead” Ohlin.
Mai târziu, a devenit membru al formației Nihilist⁠(d), care după plecarea lui Johnny Hedlund în 1989, a devenit Entombed. În 1991, a fost forțat să părăsească grupul după ce a încercat să-i fure iubita toboșarului Nicke Andersson⁠(d). A revenit în 1992. În același an, a interpretat pe albumul de debut al formației suedeze Cameocon⁠(d).
În 2014, Petrov, Olle Dahlstedt, Nico Elgstrand și Victor Brandt au înființat Entombed A.D.⁠(d). Decizia venea ca urmare a unui proces cu chitaristul Alex Hellid cauzat de utilizarea numelui Entombed.
Din 2012 până la moartea sa, a fost și solist al formației Firespawn⁠(d), un supergrup⁠(d) cu membri din Necrophobic⁠(d), Unleashed și Dark Funeral.

## Stil
Petrov era cunoscut pentru stilul brutal și agresiv, dar în unele cazuri atingea și un timbru bariton, de exemplu pe melodiile „Bitter Loss” de pe albumul de debut Left Hand Path și „Death by Impalement” de pe albumul Firespawn The Reprobate. Revista Metal Hammer⁠(d) a descris vocea lui Petrov ca fiind „complet distinctă”. Jesse Leach⁠(d), solistul formației Killswitch Engage, i-a descris vocea drept „brutalitate crudă și naturală”.
Petrov a discutat despre admirația pe care o are pentru formațiile genului new wave of british heavy metal precum Iron Maiden, formațiile de black metal precum Bathory și Mercyful Fate și cele de thrash metal precum Voivod⁠(d).

## Viața personală și moartea
Petrov era de origine macedoneană. Colegii din industria muzicală și fanii genului death metal l-au remarcat pentru personalitatea prietenoasă, interpretările entuziaste și faptul că era zâmbăreț.
Pe 9 august 2020, Petrov a anunțat pe pagina sa de GoFundMe⁠(d) că suferă de o formă incurabilă de cancer al vezicii biliare⁠(d). La 8 martie 2021, Entombe A.D. a anunțat prin intermediul paginii lor de Facebook că Petrov a încetat din viață.

## În cultura populară
După moartea sa, numeroase reviste ale genului au remarcat influența sa asupra genului metal. Loudwire⁠(d) l-a numit pe acesta „legendar” și a susținut că „a influențat o generație de soliști metal”. Site-ul Metal Injection l-a caracterizat drept un „solist foarte influent”. Revista Decibel⁠(d) l-a descris ca fiind o „legendă a genului death metal”, iar Nick Ruskell al revistei Kerrang! l-a considerat pe Petrov drept „maestru al death metalului”, declarând că „impactul lui Petrov asupra culturii populare este enorm”.
Pe rețelele de socializare, numeroase formații de metal i-au lăudat activitatea; printre acestea erau Opeth, Converge⁠(d), Amon Amarth, Volbeat⁠(d), Dirk Verbeuren⁠(d) (Megadeth), Killswitch Engage, Devin Townsend⁠(d), At the Gates⁠(d), Meshuggah, Obituary, The Black Dahlia Murder, Peter Tägtgren⁠(d), Possessed, Incantation, Amorphis⁠(d), HammerFall, Krisiun⁠(d) și Dismember.

## Discografie
| - Left Hand Path (1990) - Wolverine Blues (1993) - DCLXVI: To Ride Shoot Straight and Speak the Truth (1997) - Same Difference (1998) - Uprising (2000) - Morning Star (2001) - Inferno (2003) - Serpent Saints – The Ten Amendments (2007) - Back to the Front (2014) - Dead Dawn (2016) - Bowels of Earth (2019) - Shadow Realms (2015) - The Reprobate (2017) - Abominate (2019) - Sick World (1989) | - Merciless/Comecon (split) (1991) - Megatrends in Brutality (1992) - The Worms of God (compilație) (2008) - Rehearsal 7 August 1987 (demo, 1987) - December Moon (demo, 1987) - Last Supper (demo, 1988) - December Moon (EP, 1994) - Death Execution (comiplație, 1995) - Live in Stockholm (LP, Reaper, 2000) - Death Execution III (7", Reaper, 2001) - Year of the Goat (compilație, Century Media, 2011) - Premature Autopsy - Demo (1988) - Only Shreds Remain - Demo (1989) - Drowned - Demo (1989) - Drowned - 7" Single (1989) - Nihilist (1987-1989) - (2005) |